# آرن ماریت
آرن ماریت (انگلیسی: Arne Marit؛ زادهٔ ۲۱ ژانویهٔ ۱۹۹۹) دوچرخه‌سوار اهل بلژیک است.
از باشگاه‌هایی که در آن بازی کرده‌است می‌توان به اسپورت فلاندر–بالوزه و وانتی–گروپ گوبر اشاره کرد.